# Гладилов, Иван Яковлевич
Ива́н Я́ковлевич Глади́лов (1894, Лобыжки, Теньковская волость, Свияжский уезд, Казанская губерния, Российская империя — 1920, Сарсасы, Больше-Толкишевская волость, Чистопольский уезд, Казанская губерния, РСФСР) — российский революционер. Участник Первой мировой войны, Гражданской войны в России, начальник отряда Красной гвардии Алафузовских заводов в Казани. Ответственный организатор Объединённо-Слободского районного комитета (1919—1920). Убит кулаками во время антисоветского восстания в Чистопольском уезде.

## Биография
Иван Яковлевич Гладилов родился в 1894 году в деревне Лобыжки Свияжского уезда Казанской губернии. Из большой бедной крестьянской семьи, в которой из 22-х детей выжило лишь девять, да и те страдали от голода. Закончив два класса сельской школы, с 13-ти лет стал работать, чтобы прокормить семью. Сначала батрачил у местного деревенского кулака, а затем уехал в Казань и поступил на работу в пекарню при Алафузовской ткацкой фабрике, где работал с пяти часов утра до семи вечера за 20 копеек в день. Вскоре приобщился к борьбе рабочих за свои права, вёл революционную работу среди пролетариата на Алафузовских предприятиях в Заречье. В частности, в 1912 году участвовал в подпольной сходке революционеров, а затем в массовой стачке казанских рабочих.

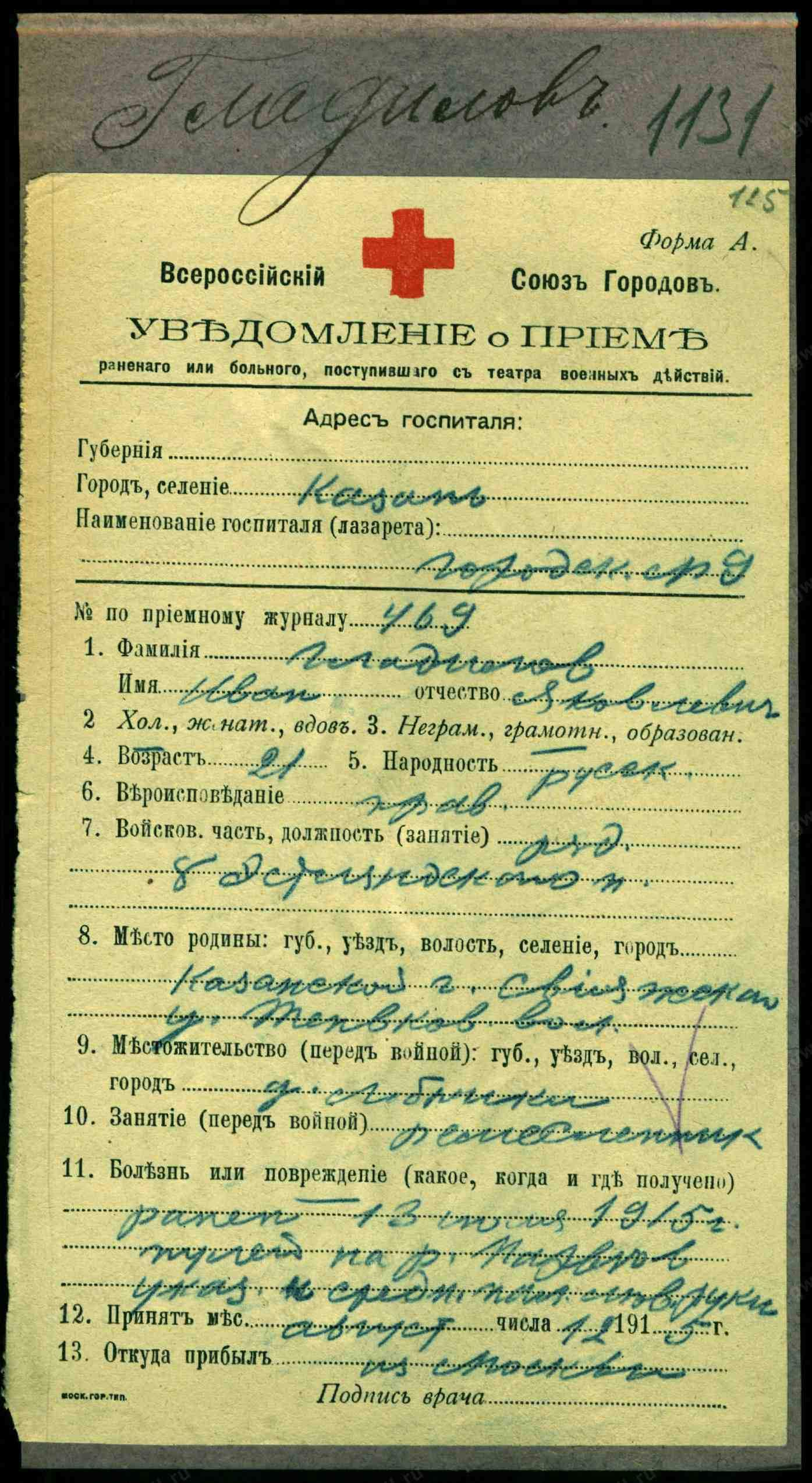
Карточка Союза городов о ранении Гладилова, 1915 г.

После начала Первой мировой войны был призван в армию, служил в Эстляндском 8-м пехотном полку. Получив ранение, в 1916 году вернулся в Казань и устроился в мастерскую Алафузовской фабрики. В 1917 году вступил в партию большевиков, являлся одним из активных и старейших казанских коммунистов. Активно участвовал в февральской революции, с красным флагом возглавлял колонну зареченских рабочих, вошедшую в город для свержения царской власти. 10 марта 1917 года по его инициативе был образован фабрично-заводской комитет Алафузовских фабрик и заводов, куда вошло 37 человек. Вскоре фабзавком стал одним из самых крупных профсоюзных объединений Казани, в котором к концу года насчитывалось более четырёх тысяч человек. Сначала как рядовой член, а затем и как председатель фабзавкома Гладилов принимал активное участие в улучшении жизни и труда рабочих, боролся за права трудящихся, за установление рабочего контроля над деятельностью заводской администрации, за сокращение рабочего дня. Так, уже в апреле 1917 года фабзавком явочным порядком ввёл 8-часовой рабочий день на предприятии, а вслед за ним последовали и другие заводы города.
На первом организационном собрании большевиков Казани (26 марта 1917 года), которым была восстановлена местная парторганизация, Гладилова избрали в члены Казанского городского комитета РСДРП(б). После взятия курса на вооружённое восстание постановлением Казгоркома от 10 сентября 1917 года была учреждена Красная гвардия (милиция), после чего Гладилову было поручено организовать красногвардейские отряды в Заречье. Став начальником отряда Красной гвардии Алафузовских предприятий, Гладилов находился в центре событий октябрьской революции в Казани. В дни вооружённого восстания 24—26 октября участие в боях с контреволюционерами принимал совместный с заводом № 40 красногвардейский отряд численностью в 500 человек под командованием Гладилова, сам он был членом комиссии по разоружению юнкеров. После установления советской власти в Казани принял участие в выборах от большевиков, выдвигался казанской парторганизацией в Учредительное собрание, а 3 ноября избран в городской Совет рабочих депутатов. В последующие месяцы вместе с другими большевиками входил в руководство «Рабочего управления», боролся с эсерами и меньшевиками в руководстве Алафазовских предприятий, вёл подготовительную работу к их национализации, принимал меры по устранению саботажа и разрухи на производстве с привлечением красногвардейских отрядов. 

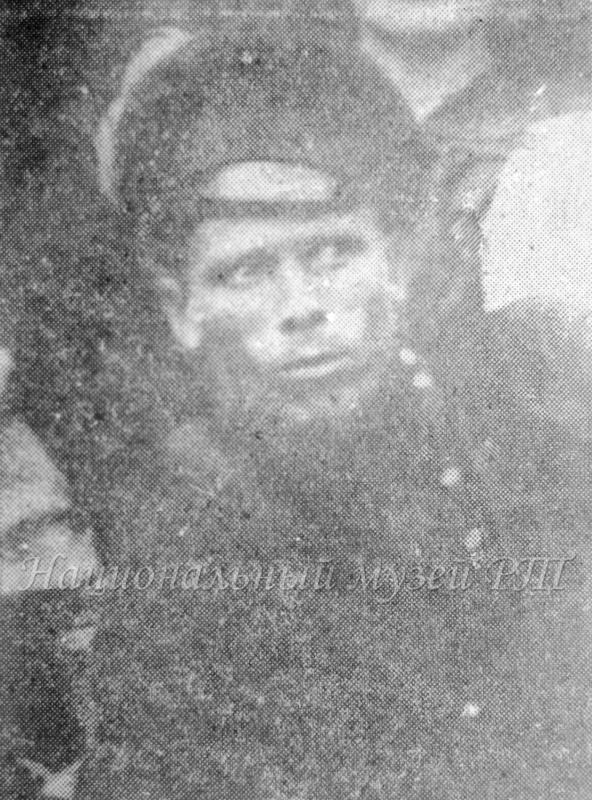
Парторг Гладилов, 1918 г.

В августе 1918 года участвовал в обороне Казани от восставших чехословаков и белых, а после падения города отошёл со своим отрядом в район Васильево — Свияжск, в Паратский затон, где в сентябре была образована боевая дружина. Выполняя распоряжение В. И. Ленина, как начальник дружины на вооружённом пароходе оборонял Романовский мост от войск противника, а также совершал рейды в тылы белых, не давая им подтянуть дополнительные силы для захвата важной переправы. Белым не удалось завладеть мостом; за участие в ликвидации группы Каппеля—Савинкова дружина была отмечена благодарностью реввоенсовета 5-й армии, а за отличие в казанской операции бойцы получили наградные в размере месячного оклада. Вернувшись в Казань после освобождения города, Гладилов возглавил партийную организацию Алафузовских предприятий, а затем назначен политкомиссаром 2-го Приволжского полка. С 6 по 9 ноября 1918 года был делегатом от Казанской губернии на 6-м Всероссийском чрезвычайном съезде Советов рабочих, крестьянских, казачьих и красноармейских депутатов. 27 апреля 1919 года был избран ответственным организатором Объединённо-Слободского райкома партии, включавшего в себя четыре партийных подрайона (Ягодинский, Пороховой, Адмиралтейский и Игуменный). Как глава большевистской организации района, в котором были сосредоточены все крупные фабрики и заводы города, в условиях гражданской войны Гладилов прилагал усилия для налаживания нормальной работы предприятий, снабжению их всем необходимым. Одновременно выезжал в Свияжский и Спасский уезды на борьбу с вооружёнными бандитами и дезертирами, а также вёл партийно-политическую работу среди крестьянства по мобилизации всех ресурсов на разгром противника.
После телеграммы Ленина реввоенсовету Запасной армии в Казани от 8 февраля 1920 года о том, что Москва и Петроград, а также армии Западного и Северного фронтов, находятся под угрозой голода из-за истощения хлебных запасов, Гладилов был назначен продкомиссаром и отправлен в Мамадышский уезд как командир отряда из 23-х человек, куда и прибыл 12 февраля. Лишь за первую неделю работы, отмеченную стычками с кулаками, комиссар Гладилов отправил на станцию в Арск порядка 900 пудов зерна. Получив известие о начале антисоветского восстания, он выехал в соседний Чистопольский уезд, несмотря на более опасную обстановку и вооружённые облавы на дорогах. При въезде в деревню Сарсасы Гладилов был схвачен кулаками, после чего попытался убедить их выдать хлеб, разъясняя политику советской власти. Не дав договорить комиссару, главарь банды ударил его рукояткой нагана по голове. Обливаясь кровью, Гладилов, по свидетельству сопровождавшего его крестьянина Матвея Сулеменова, сказал: «Меня вы можете убить, но рабоче-крестьянскую власть не убъёте». Затем последовал новый удар, Гладилов потерял сознание, после чего был жестоко избит ударами кованых сапог, дубовыми кольями и прикладами винтовок. Обезображенное до неузнаваемости тело полуживого комиссара кулаки привязали за ноги к лошадиному хвосту и погнали коня галопом в деревню Елантово, где располагался штаб восставших. Как писалось в те дни в газетах, Гладилов «героически погиб при выполнении партийного поручения в борьбе с озверелыми врагами Советской власти». В ходе восстания был убит целый ряд видных советских партработников, но вскоре оно было подавлено. Похороны состоялись 14 марта, Гладилова хоронило всё Заречье.

## Память
Постановлением Казанского городского исполнительного комитета от 26 июля 1928 года именем Гладилова была названа Архангельская улица (бывш. Алафузовская), на которой располагался штаб Красной гвардии Алафузовских предприятий.